# Arzana
Arzana est une commune italienne de la province de Nuoro dans la région de la Sardaigne en Italie. C'est un village où les femmes portaient le costume à deux jupes et où se pratique la transhumance en Sardaigne, qui fait l'objet de circuits de randonnée en Sardaigne. Cette pratique était déjà active au XIXe siècle. 

## Administration
| Période                                  | Période | Identité | Étiquette | Qualité |
| ---------------------------------------- | ------- | -------- | --------- | ------- |
|                                          |         |          |           |         |
| Les données manquantes sont à compléter. |         |          |           |         |

### Communes limitrophes
Aritzo, Desulo, Elini, Gairo, Ilbono, Jerzu, Lanusei, Seui, Seulo, Tortolì, Villagrande Strisaili, Villaputzu

### Évolution démographique
Habitants recensés